# ヨハネス・ウーテンボハールトの肖像
『ヨハネス・ウーテンボハールトの肖像』（ヨハネス・ウーテンボハールトのしょうぞう、蘭: Portret van Johannes Wtenbogaert, 英: Portrait of Johannes Wtenbogaert）は、オランダ黄金時代の巨匠レンブラント・ファン・レインが1633年に制作した肖像画である。油彩。オランダで支配的であったプロテスタントの一派、カルヴァン派の著名な説教師ヨハネス・ウーテンボハールト（1557年-1644年）を描いている。作品は1992年にレンブラント協会（オランダの美術館の美術品購入を援助する芸術庇護者の協会）の援助によりアムステルダム国立美術館に収蔵された。

## モデル
ヨハネス・ウーテンボハールト牧師はレンブラントの時代のオランダの最も重要な宗教界の人物の1人である。彼はカルヴァン派の中のレモンストラント派の指導者であり、カルヴァン派の中の厳格なホマルス派との神学論争においてきわめて重要な役割を果たした。
ウーテンボハールトは、オランダ総督であったオラニエ公フレデリック・ヘンドリックが幼少の頃に家庭教師を務めた人物であり、カルヴァン派内の穏健派レモンストラント派の立場を表明した1610年の小冊子『意見書』によって広い知名度を得た。厳格なホマルス派とは異なり、彼と『意見書』を支持する人々は、すべての人間の魂の運命はあらかじめ定められており、現世での行為は自由な意思によっては左右されないという予定説の教義を信奉していなかった。
1610年代に入って、カトリックのスペインとの戦争を続行を主張する総督マウリッツ・ファン・ナッサウ（フレデリック・ヘンドリックの異母弟）がホマルス派の予定説支持者たちと協働するにおよび、この論争は国を二分する政治問題に発展した。レモンストラント派の人々は、ホマルス派との妥協を目指すとともにスペインとの平和共存を志向していた。1618年、マウリッツが厳格なホマルス派への支持を表明すると、レモンストラント派の説教師はすべて職を追われた。ウーテンボハールトはスペイン領であったカトリックの都市アントウェルペンに亡命して、秘密裏にレモンストラント派を立て直した。そして1625年、マウリッツが死去し、フレデリック・ヘンドリックが総督に就任したのを機にハーグに戻り、神学者およびカルヴァン派教会の政治家としてのかつての地位を回復した。

## 作品
1633年、ウーテンボハールトは、レンブラントに肖像画を描いてもらうためにアムステルダムを訪れた。ウテンボハールトは、レモンストラント派のメンバーで、アムステルダム在住の商人アブラハム・アントニスゾーン・レヒト（Abraham Anthonisz Recht）の要望に応えたと日記に記している。レヒトは自らの精神的指導者の肖像を欲していたのであろう。この絵画はレヒトの家に掛けられた。
レンブラントは、ウーテンボハールトを神の言葉に究極の権威を見出すプロテスタントの説教師として描いている。左手は、誠実な告白を示すポーズにしたがって心臓の上に置かれており、背後の本は、聖書 (アムステルダム国立美術館では、どのような本なのか不明であるとしている) が彼の声明の源であることを示唆している。白い、ほとんど透明のリネンの衿の上にある、老いたウーテンボハールトの皺だらけの顔に細心の注意が払われている。
なお、2年後にウーテンボハールト、もしくは彼の支持者がレンブラントにエッチングによるウーテンボハールトの肖像画を依頼した。これはレンブラントにとって初めての機会であったが、「聖書学者としての説教師」という親しみやすいイメージを創造した。